# NGC 957
NGC 957（也稱為科林德28）是一個束縛鬆散的疏散星團。它位於英仙座內，視星等7.6等，視大小約為11弧分。

## 位置

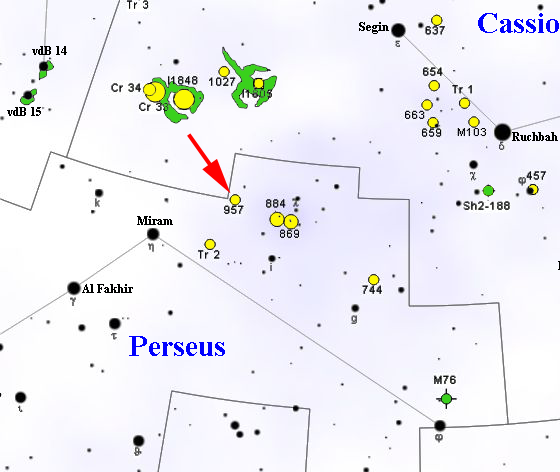
NGC 957在夜空中的位置。

NGC 957 在NGC 884的西北西方1.5度，是雙星團的一部分。延伸天船二（英仙座γ，視星等2.91）與天船一（英仙座η，視星等3.76）的連線大致指向這個疏散星團。